# 太空堡壘卡拉狄加 (迷你影集)
《太空堡壘卡拉狄加》，是一部由羅納德·D·摩爾（Ronald D. Moore）編劇、米高爾·雷瑪（Michael Rymer）執導的三小時電視迷你影集（miniseries）。此劇屬於重製版《太空堡壘卡拉狄加》系列的第一部份，是2005年同名版本電視劇的「後門試播集」（Backdoor Pilot）。這部迷你影集是在2003年12月8日於美國的科幻頻道（Sci Fi Channel）播映。這兩集迷你影集分別為科幻頻道嬴得了390萬及450萬觀眾，令它成為科幻頻道開台以來第三高收視的節目。

## 劇情概要

### 第一夜
十二殖民地（Twelve Colonies）人類與他們創造的賽隆機械人經過四十年的和平後，賽隆人向人類發動種族滅絕的突襲。擁有如人類身體般的賽隆人潛入人類之中，其中一個六號賽隆人色誘了科學家蓋尤斯·波塔（Gaius Baltar），利用他去進入國防部，終使殖民地的防禦系統陷於癱瘓。賽隆人（Cylons）向十二殖民地投擲大量核武，整個人類種族都幾乎被消滅。殖民地的艦隊也因為遭到癱瘓而無力抵抗，被一一擊破。
與此同時，曾參與第一次賽隆戰爭的舊式戰星「卡拉狄加號」（Galactica）正準備退役，改為博物館，但在它正式退役前戰爭卻意料之外爆發了。因為「卡拉狄加號」的老舊電腦系統，故此它沒有與指揮系統連接，未被賽隆人的電腦病毒攻擊，得以逃過毀滅的命運。艦長威廉·阿達瑪少將（William Adama）肩負起指揮殘餘人類艦隊的責任。他指令「卡拉狄加號」進駐雷格納太空站（Ragnar Station），取去該軍事太空站的武器和重要物資補給，以進行長期抗戰。
教育部長蘿拉·洛斯琳（Laura Roslin）逃過了賽隆人的轟炸，她是唯一生還的十二殖民地政府官員，因此按法律（她是排行第42位的繼任人）她肩負起十二殖民地總統的責任。她召集生還的人類太空船與她乘坐的「殖民地一號」（Colonial One）匯合。
「卡拉狄加號」一架猛禽戰機為了要維修而降落在十二殖民場的首都卡布里卡（Caprica），兩位機員夏倫·「布瑪爾」·法洛利（Sharon "Boomer" Valerii）及卡爾·「希洛」·阿格松（Karl "Helo" Agathon）遇到一群難民。他們讓幾個平民上機撤離，而「希洛」放棄了自己的位置，讓名人科學家蓋尤斯·波塔可以登機。
雖然洛斯琳可以將所有人撤到能夠空間跳躍的太空船上，但賽隆人還是很快就追上並攻擊他們。

### 第二夜
洛斯琳不得不放棄了許多未及逃脫的倖存者，只帶著能夠空間跳躍的太空船離開，去到雷格納太空站與「卡拉狄加號」會合。在雷格納太空站裡，阿達瑪少將遭到有人類身體般賽隆人襲擊，並了解到他們的存在。洛斯琳指派了波塔成為她的顧問之一。一個六號賽隆人的幻覺纏繞著波塔，說她將晶片放到波塔的腦內，試圖指引他的行為。波塔按她的指示，揭發了一個五號賽隆人，結果那個賽隆人被艦隊遺棄在雷格納太空站。
當賽隆人最終開始進攻雷格納太空站時，一小隊人類船隊跳躍到未被探索過的深太空。阿達瑪少將為了激發大家的士氣，宣佈將帶領艦隊前去位置保密的人類第十三個殖民地，傳說中的「地球」（Earth）。洛斯琳之後私下與阿達瑪交談，他承認「地球」只不過是保持士氣的策略。
阿達瑪回到自己的住處，發現到一張寫著「只有十二個賽隆人模型存在」（"There are only 12 Cylon models"）的紙。一群賽隆人進入了雷格納太空站，發現五號賽隆人，而且亦揭示了其中一個賽隆人的外表是「布瑪爾」，表明「卡拉狄加號」的「布瑪爾」也是賽隆人之一。

## 演員
| 演員                                      | 角色                                 | 備註                                                         |
| ----------------------------------------- | ------------------------------------ | ------------------------------------------------------------ |
| 愛德華·詹姆斯·歐蒙 （Edward James Olmos） | 指揮官威廉·阿達瑪少將                | 十二殖民地毀滅後的艦隊指揮官，兼任戰星「卡拉狄加號」的艦長。 |
| 瑪麗·麥當納 （Mary McDonnell）            | 總統蘿拉·洛斯琳                      | 十二殖民地毀滅後的總統                                       |
| 凱蒂·薩霍夫 （Katee Sackhoff）            | 卡拉·「星芭兒」·色雷斯中尉           | 毒蛇戰機機師                                                 |
| 傑米·班柏 （Jamie Bamber）                | 李·「阿波羅」·阿達瑪上尉             | 毒蛇戰機機師                                                 |
| 詹姆士·卡裡 （James Callis）              | 蓋尤斯·波塔博士                      | 科學家及防禦科技研究員                                       |
| 翠西卡·海爾弗 （Tricia Helfer）           | 六號賽隆人                           | 賽隆人                                                       |
| 卡勒姆·凱西·雷尼 （Callum Keith Rennie）  | 李奧本科諾                           | 賽隆人                                                       |
| 葛瑞絲·朴 （Grace Park）                  | 低階飛行員夏倫·「布瑪爾」·法洛利中尉 | 猛禽戰機機師                                                 |
| 麥可·賀根 （Michael Hogan）               | 掃爾·泰上校                          | 戰星「卡拉狄加號」副官                                       |
| 馬修·班奈特 （Matthew Bennett）           | 阿蘭·多洛                            | 五號賽隆人                                                   |
| 保羅·坎培 （Paul Campbell）               | 比利·奇凱亞                          | 洛斯琳總統助手                                               |
| 亞倫·道格拉斯 （Aaron Douglas）           | 蓋倫·提洛爾士官長                    | 負責毒蛇和猛禽戰機的維修                                     |
| 羅麗納·蓋爾 （Lorena Gale）               | 埃洛西                               | 女祭司                                                       |
| 坎笛絲·麥克魯 （Kandyse McClure）         | 杜亞拉士官                           | 戰星「卡拉狄加號」的傳訊官                                   |
| 坎那爾·韋多絲 （Connor Widdows）          | Boxey                                | 逃過卡布里卡毀滅的男孩                                       |
| 亞歷山卓·朱利安尼 （Alessandro Juliani）  | 菲力斯·蓋塔中尉                      | 戰星「卡拉狄加號」的資深情報官                               |
| 妮琪·克蘭尼 （Nicki Clyne）               | 技術員卡莉                           | 戰機維修員                                                   |
| 塔莫·潘尼凱 （Tahmoh Penikett）           | 卡爾·「希洛」·阿格松中尉             | 「布瑪爾」的拍檔，電子通信員                                 |
| 阿隆索·歐雅祖恩 （Alonso Oyarzun）        | Socinus                              | 甲板人員                                                     |
| 泰·奧森 （Ty Olsson）                     | Aaron Kelly                          | 甲板人員                                                     |
| 萊瑪麗·尼達爾 （Lymari Nadal）            | Giana                                |                                                              |

## 製作

### 發展
在重製版《太空堡壘卡拉狄加》出現前，一些原版劇組人員和演員延續或重製《太空堡壘卡拉狄加》的努力都未能成功。原演員班之一的理查·哈契（Richard Hatch，亦於重製版《太空堡壘卡拉狄加》有份演出）幾次嘗試從原版創作人手上買下《太空堡壘卡拉狄加》的版權，不過都失敗了，最後他唯有製作自己版本的《太空堡壘卡拉狄加》漫畫，甚至在1999年製作過一部科幻影片《太空堡壘卡拉狄加：再次回歸》（Battlestar Galactica: The Second Coming）的宣傳片。這位演員的製作大多都是延續《星際大爭霸1980》（Galactica 1980）的事。《太空堡壘卡拉狄加》版權的持有公司環球影業（Universal Pictures）最後選擇不製作續集，而是創作一個新的版本，並將製作場地由洛杉磯轉移到加拿大的溫哥華。

### 拍攝
迷你影集中的特效是由Zoic工作室（Zoic Studios）製作，該公司曾為FOX經典科幻劇集《螢火蟲》（Firefly）做過特效。此後電視劇的特效則由Atmosphere工作室（Atmosphere Studios）、Enigma動畫製作（Enigma Animation Productions）和劇組的特效團隊製作。執行製作羅納德·D·摩爾表示外太空的戰鬥是特意做到像是探索頻道（Discovery Channe）攝片一樣。拍攝場地設於加拿大的溫哥華。

## 獎項

### 獲獎
- 2003年美國視覺效果協會獎 – 電視電影/迷你影集/特別節目最佳視覺效果
- 第30屆土星獎 – 最佳電視表演Best Television Presentation

### 提名
- 2003年美國視覺效果協會獎 – 電視節目/音樂影片/廣告最佳編曲
- 2003年美國視覺效果協會獎 – 電視節目/音樂影片/廣告最佳模型
- 第56屆黃金時段艾美獎 – 最佳單攝像機迷你劇集/電視電影/特別節目圖像剪輯
- 第56屆黃金時段艾美獎 – 最佳迷你劇集/電視電影/特別節目音效剪輯
- 第56屆黃金時段艾美獎 – 最佳迷你劇集/電視電影/特別節目特殊視覺效果
- 2003年美國視覺效果協會獎 – 電視節目最佳女配角（凱蒂·薩霍夫）

## 小說
2005年，Tor Books出版了《太空堡壘卡拉狄加》迷你影集的小說，由傑弗里·卡佛（Jeffrey Carver）所著。書裡包含了播映版本沒有包括的剪輯場景和背景資料。

## 資料來源
1. ↑  "Pilot"在歐美電視劇之中意指「試播集」，以測試觀眾對劇集的反應和評價。試播集通常都會與後面的故事有很大關連，但「後門試播集」則是一種即使迴響不成功，電視台沒有將它發展成一部劇集，也能當成一部獨立故事的試播集。
2. ↑  Adam B. Vary. . Entertainment Weekly. March 12, 2009  [March 16, 2009]. （原始内容存档于2009-03-16）.
3. ↑   (新闻稿). NBC. December 6, 2004  [November 11, 2007]. （原始内容存档于2012-02-26）.
4. ↑  .   [2012-01-07]. （原始内容存档于2012-01-25）.
5. ↑  .   [2012-01-07]. （原始内容存档于2012-02-24）.
6. ↑  Moore, Ronald D. (writer); Eick, David (executive producer); Rymer, Michael (director).  (DVD). Universal Home Video. December 28, 2004.
7. ↑  . Amazon.com.   [June 21, 2011]. （原始内容存档于2008-08-21）.

## 外部連結
- 官方网站
- 互联网电影数据库（IMDb）上《太空堡壘卡拉狄加》的资料（英文）
- Miniseries, Night 1 and Miniseries, Night 2在Battlestar Wiki